# Ołeksandr Nasonow
Ołeksandr Jurijowycz Nasonow, ukr. Олександр Юрійович Насонов (ur. 28 kwietnia 1992 w Kijowie) – ukraiński piłkarz, grający na pozycji obrońcy.

## Kariera piłkarska

### Kariera klubowa
Wychowanek klubów Dynamo Kijów, Widradny Kijów, RWUFK Kijów i Dnipro Dniepropetrowsk, barwy których bronił w juniorskich mistrzostwach Ukrainy (DJuFL). 13 marca 2009 rozpoczął karierę piłkarską w drużynie rezerwowej Dnipra Dniepropetrowsk. Podczas przerwy zimowej sezonu 2011/12 został wypożyczony do Wołyni Łuck, a po zakończeniu sezonu klub wykupił kontrakt piłkarza. W lipcu 2013 otrzymał status wolnego agenta, a już następnego dnia został piłkarzem Metałurha Donieck. 17 lipca 2015 po rozformowaniu Metałurha powrócił do Wołyni Łuck. 3 marca 2016 opuścił wołyński klub. Potem wyjechał do Białorusi, gdzie zasilił skład Hranitu Mikaszewicze. W czerwcu 2016 anulował kontrakt z białoruskim klubem i wkrótce został piłkarzem Illicziwca Mariupol. 14 czerwca 2018 opuścił mariupolski klub. Potem do końca roku bronił barw Arsenału Kijów. 21 lutego 2019 podpisał kontrakt z FK Lwów. 30 października 2019 kontrakt został rozwiązany.

### Kariera reprezentacyjna
Występował w juniorskiej reprezentacji U-19 i młodzieżówce.